# Sumpfenzian
Der Sumpfenzian (Swertia perennis), auch Blauer Tarant, Blauer Sumpfstern, Moorenzian, Blauer Sumpfstern oder Tarant genannt, ist eine Pflanzenart aus der Gattung Sumpfenziane (Swertia) innerhalb der Familie der Enziangewächse (Gentianaceae).

## Beschreibung

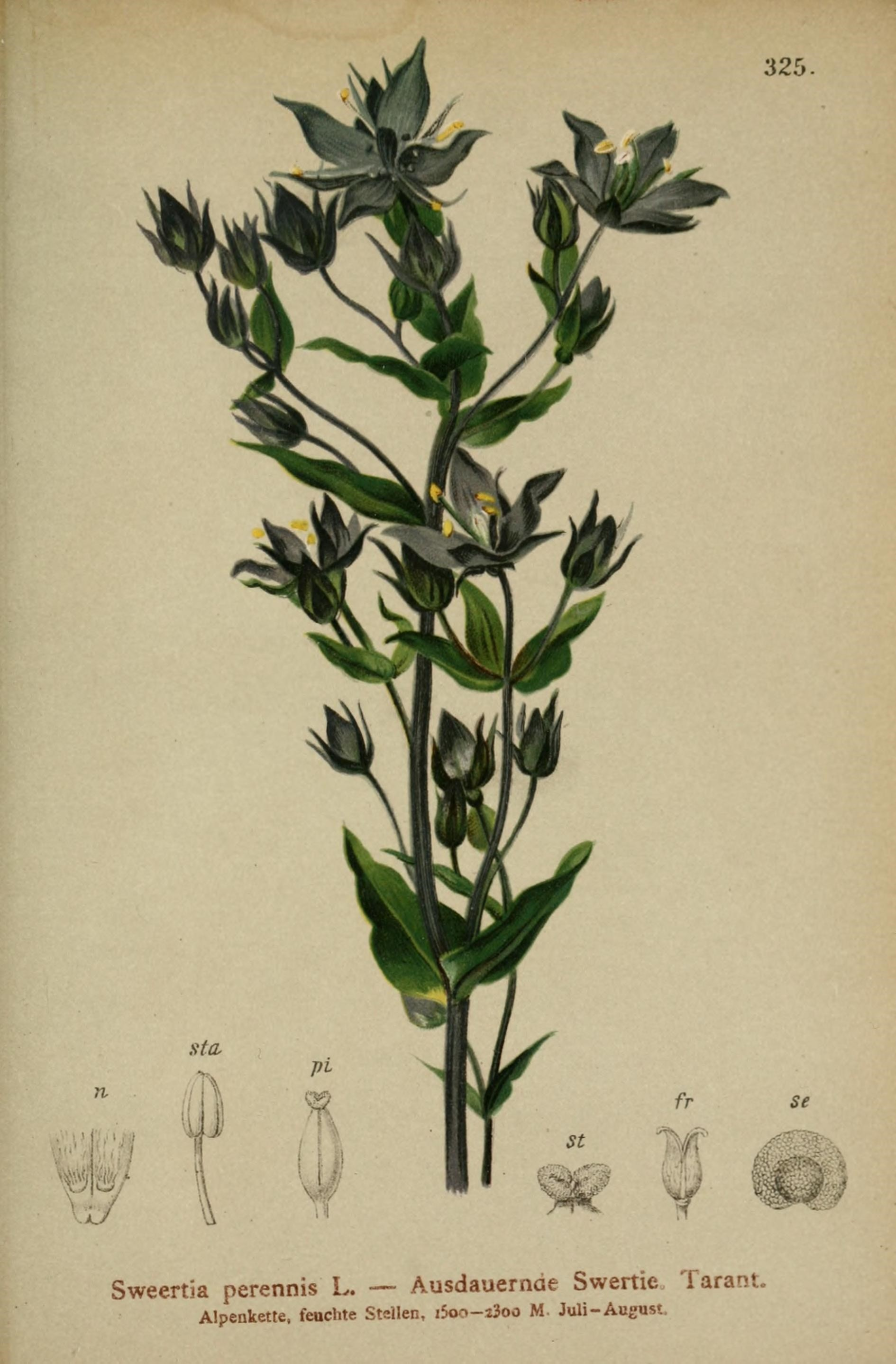
Illustration aus Atlas der Alpenflora

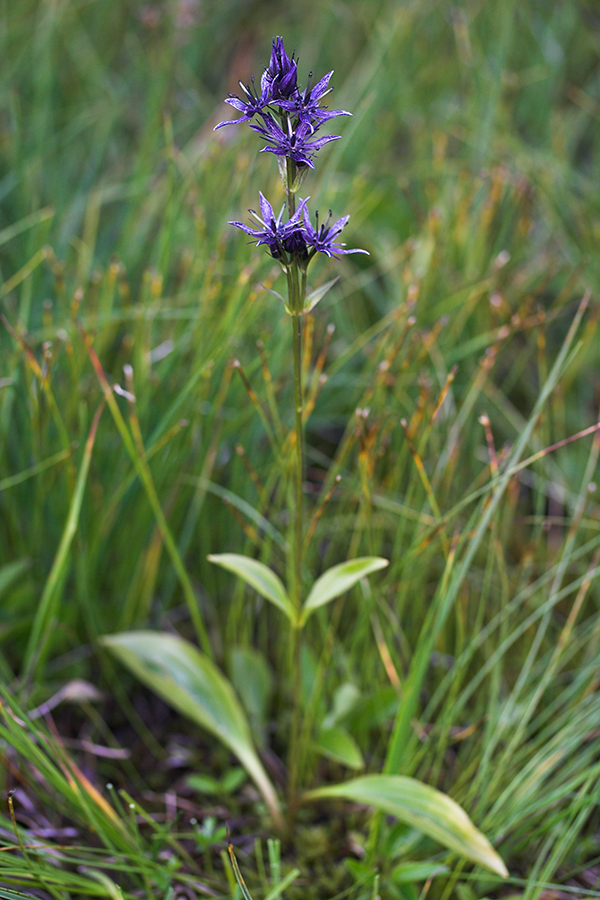
Habitus

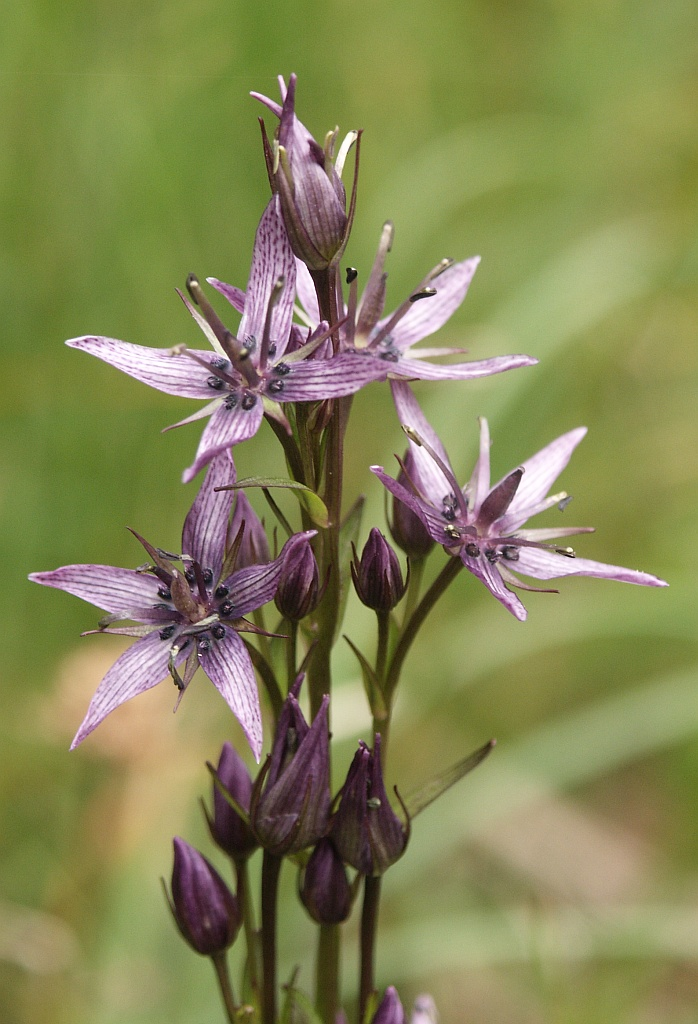
Ausschnitt eines Blütenstandes mit gestielten Blütenknospen und offenen Blüten

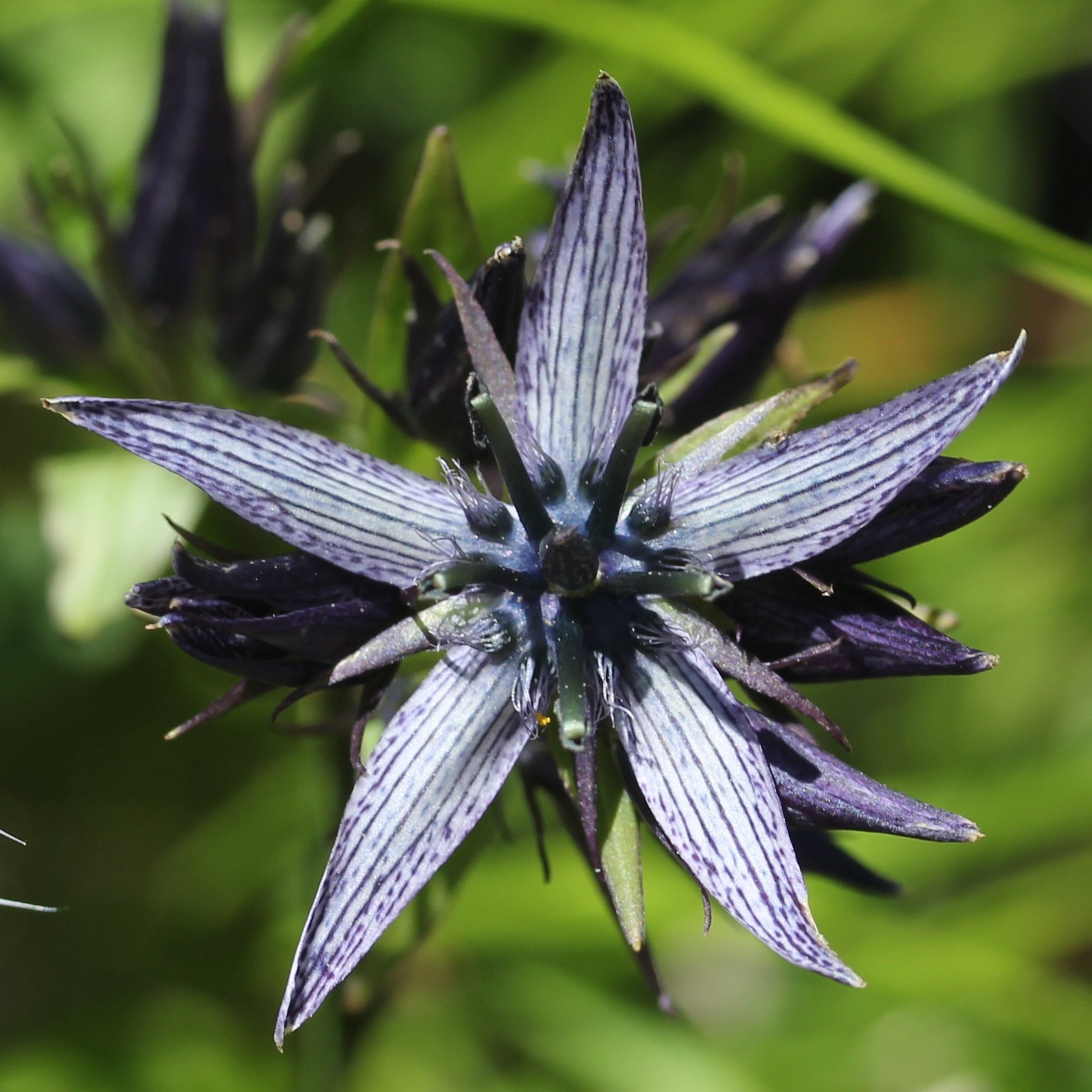
Blüte von Swertia perennis var. cuspidata

### Vegetative Merkmale
Swertia perennis wächst als ausdauernde krautige Pflanze und erreicht Wuchshöhen von 15 bis 60 Zentimetern. Der Stängel ist kantig. Bei den unteren Laubblätter ist die einfache Blattspreite bei einer Breite von 1 bis 2 Zentimetern eiförmig mit stumpfem oberen Ende, in den Blattstiel verschmälert und wechselständig. Die oberen Laubblätter sind länglich-lanzettlich, gegenständig, ungestielt, halbstängelumfassend und kleiner.

### Generative Merkmale
Die Blüten stehen in einem lockeren, rispentraubigen Blütenstand zusammen. Die Blütenstiele sind geflügelt-vierkantig.
Die zwittrigen Blüten sind radiärsymmetrisch und vier- oder fünfzählig mit doppelter Blütenhülle. Die Kelchzipfel sind linealisch mit zugespitztem oberen Ende. Die stahlblauen bis trübvioletten Kronblätter sind nur an ihrer Basis verwachsen und sternförmig ausgebreitet; sie besitzen oft dunklere Punkte oder Streifen. Die 10 bis 16 Millimeter langen und spitzigen Kronzipfel haben am Grund je zwei fransig abgedeckten Nektargrübchen. Die Blütenkrone ist stieltellerförmig. Die Staubblätter sind fast doppelt so lang wie der Fruchtknoten. Ein Griffel fehlt. Die Narbe ist zweilappig.
Die Kapselfrucht ist bei einer Länge von 10 bis 12 Millimetern eiförmig. Die Samen sind ringsum ungleich geflügelt.
Die Chromosomenzahl beträgt 2n = 28.

## Ökologie
Die Bestäubung erfolgt vor allem durch Fliegen und Käfer.

## Vorkommen
Weltweit gibt es etwa 90 Swertia-Arten mit der Hauptverbreitung in den asiatischen Gebirgen. Swertia perennis ist in Spanien, Frankreich, in Mittel-, Ost- und Südosteuropa, in China, Japan, in Alaska, Kanada und in den Vereinigten Staaten verbreitet.
In den Alpen kommt jedoch nur Swertia perennis vor. Swertia perennis ist in den Alpen, Pyrenäen bis zum Balkan verbreitet. Als Standort werden kalkarme Flach- und Quellmoore, Feuchtwiesen von der Tallage bis in einer Höhenlage von etwa 2500 Metern bevorzugt. In den Allgäuer Alpen steigt er bis zu einer Höhenlage von 1400 Metern auf. Er steigt am Rinsennock an der Grenze von Kärnten und Steiermark bis 2330 Meter Meereshöhe auf. In Österreich kommt Swertia perennis zerstreut vor, fehlt er im Burgenland und Wien.
Der Sumpfenzian ist eine Charakterart der Pflanzengesellschaften des Verbands Caricion davallianae, kommt aber auch im Parnassio-Caricetum aus dem Verband Caricion fuscae vor.
Die ökologischen Zeigerwerte nach Landolt et al. 2010 sind in der Schweiz: Feuchtezahl F = 4+w+ (nass aber stark wechselnd), Lichtzahl L = 4 (hell), Reaktionszahl R = 4 (neutral bis basisch), Temperaturzahl T = 2+ (unter-subalpin und ober-montan), Nährstoffzahl N = 3 (mäßig nährstoffarm bis mäßig nährstoffreich), Kontinentalitätszahl K = 3 (subozeanisch bis subkontinental).
Der Sumpfenzian gilt in den westlichen Alpen, im nördlichen Alpenvorland sowie im pannonischen Gebiet als gefährdet. Im Jahr 2006 gab es zerstreute Funde in der Weißen Tatra (Slowakei) auf 1000 bis 1500 Meter sowie in der Westtatra. 2011 wurde er noch im polnischen Riesengebirge (Karkonosze) auf 1000 bis 1200 Meter gefunden.
Isolierte Vorkommen befinden sich in Deutschland unter anderem: in Brandenburg im Bereich des Tegeler Fließes; in Mecklenburg-Vorpommern unter anderem im Naturschutzgebiet Quaßliner Moor, im Naturschutzgebiet Landgrabenwiesen bei Werder, im Umfeld des Flachsees Spukloch bei Waren-Müritz sowie im Peenetal; im Bayerischen Wald (Großer Falkenstein); im Südschwarzwald (Feldberg).
Swertia perennis ist in Deutschland besonders geschützt nach Bundesartenschutzverordnung, Anlage 1.

## Systematik
Die Erstveröffentlichung von Swertia perennis erfolgte 1753 durch Carl von Linné in Species Plantarum, Tomus I, S. 226.
Je nach Autor gibt es etwa zwei Varietäten:
- Swertia perennis L. var. perennis: Sie kommt in Europa bis zum Kaukasus, im nordöstlichen China, in Japan, auf den Aleuten und in den westlichen und westlich-zentralen Vereinigten Staaten vor.
- Swertia perennis var. cuspidata Maxim.: Sie kommt von den südlichen Kurilen bis Japan vor.